# Rakastava
Rakastava (L'amante), Op. 14, è una suite di Jean Sibelius, composta nel 1912. La strumentazione è per orchestra d'archi, percussioni e triangolo. La basò sulla sua precedente composizione con lo stesso nome, un ciclo di canzoni di quattro movimenti per coro maschile a cappella completato nel 1894. Il lavoro si basa su un testo finlandese tratto dal Libro 1 di Kanteletar di Elias Lönnrot.

## Storia
Sibelius completò nel 1894 Rakastava, un ciclo di quattro canzoni per coro maschile a cappella su un testo finlandese dal libro 1 della raccolta di poesie popolari finlandesi Kanteletar.. Lo ambientò per la prima volta nel 1894, come brano da eseguire in un concorso locale. Vinse il secondo premio, mentre il primo andò al suo ex insegnante. Sibelius arrangiò il ciclo per coro maschile e orchestra d'archi nel 1894 e per coro misto nel 1898.
Sibelius usò il ciclo come base per una suite orchestrale col titolo Rakastava per orchestra d'archi, percussioni e triangolo, alla quale assegnò il numero di opus 14. La completò nel 1912 quando scrisse anche la sua Quarta Sinfonia. Dirigeva spesso personalmente la suite insieme alle sue sinfonie fino agli anni '20, perché il pezzo "incantava il pubblico".

## Musica

### Struttura del ciclo di canzoni
1. Miss' on kussa minun hyväni
2. Eilaa, eilaa
3. Hyvää iltaa lintuseni
4. Käsi kaulaan, lintuseni[1]

### Struttura della suite
1. Rakastava, Andante con moto (4⁄4, fa magg.)
2. Rakastetun tie (La via dell'amata), Allegretto (3⁄4, si bemolle maggiore)
3. Hyvää iltaa ... Jää hyvästi (Buona notte, arrivederci), Andantino (4⁄4, fa magg.)[1]

Nel primo movimento gli archi suonano leggere e piacevolmente. La parte corale del secondo movimento fu cambiata in "mormorii degli archi e progressioni melodiche meravigliosamente flessibili". Il terzo movimento è profondamente emotivo come la sua struttura.

## Incisioni
Il lavoro orchestrale è stato inciso insieme ad altre musiche di Sibelius, tra cui Snöfrid, la Cantata per l'incoronazione di Nicola II, Oma maa (Il mio paese) e Andante Festivo. Nel volume 54 di una Sibelius Edition completa della BIS, Osmo Vänskä dirige l'Orchestra Sinfonica di Lahti. Una recensione definisce i lavori "polifonia eterea" e le confronta con la malinconia della Sesta Sinfonia.